# Дмитр Якунич
Дмитр Якунич (Дмитр Якуниц) (ум. до 1214 г.) — новгородский посадник в 1210 — ок. 1214 гг.

## Посадничество
Дмитр Якунич, согласно летописи, прибыл из Руси (возможно из Руссы) в 1210 г. Тогда же посадник Твердислав уступил ему место посадника по старшинству. Такой мирный отказ от должности мог быть только по той причине, что отец Дмитра Якунича был первее посадником, чем отец Твердислава Михалковича и обе семьи принадлежали к одной боярской группировке. В 1210 году князь Мстислав Удалой послал посадника Дмитра Якунича с новгородцами строить укрепления в Луках. С тех пор имя Дмитра исчезает с летописей и следующий посадник (им был Твердислав) упоминается только в июне 1214 года, что даёт возможность предположения о смерти до 1214 года Дмитра Якунича.

## Семья
1. Якун
  1. Дмитр Якунич
    1. Иванко Дмитрович